# Otto Becher
El contraalmirante Otto Humphrey Becher (13 de septiembre de 1908 - 15 de junio de 1977) fue un oficial de alto rango en la Armada Real Australiana (RAN). Nacido en Harvey, Australia Occidental, Becher entró en el Royal Naval College de Australia en 1922. Después de graduarse en 1926, fue destinado a una serie de puestos de personal y de formación antes de especializarse en artillería.

## Segunda Guerra Mundial
Becher se desempeñaba como oficial de artillería del escuadrón a bordo del crucero pesado HMS Devonshire Royal Navy cuando la Segunda Guerra Mundial estalló. En mayo de 1940, Devonshire fue enviado a la región Namsos de Noruega para ayudar en la extracción de las tropas aliadas. Elogiado por su "atrevida, recursos y dedicación" durante la operación, Becher fue galardonado con la Cruz de Servicios Distinguidos. La notificación para la condecoración fue publicada en un suplemento de la Gaceta de Londres el 19 de julio de 1940, y la ceremonia de investidura se llevó a cabo por el rey Jorge VI en el Palacio de Buckingham el 11 de marzo de 1941.